# Queensbridge Houses

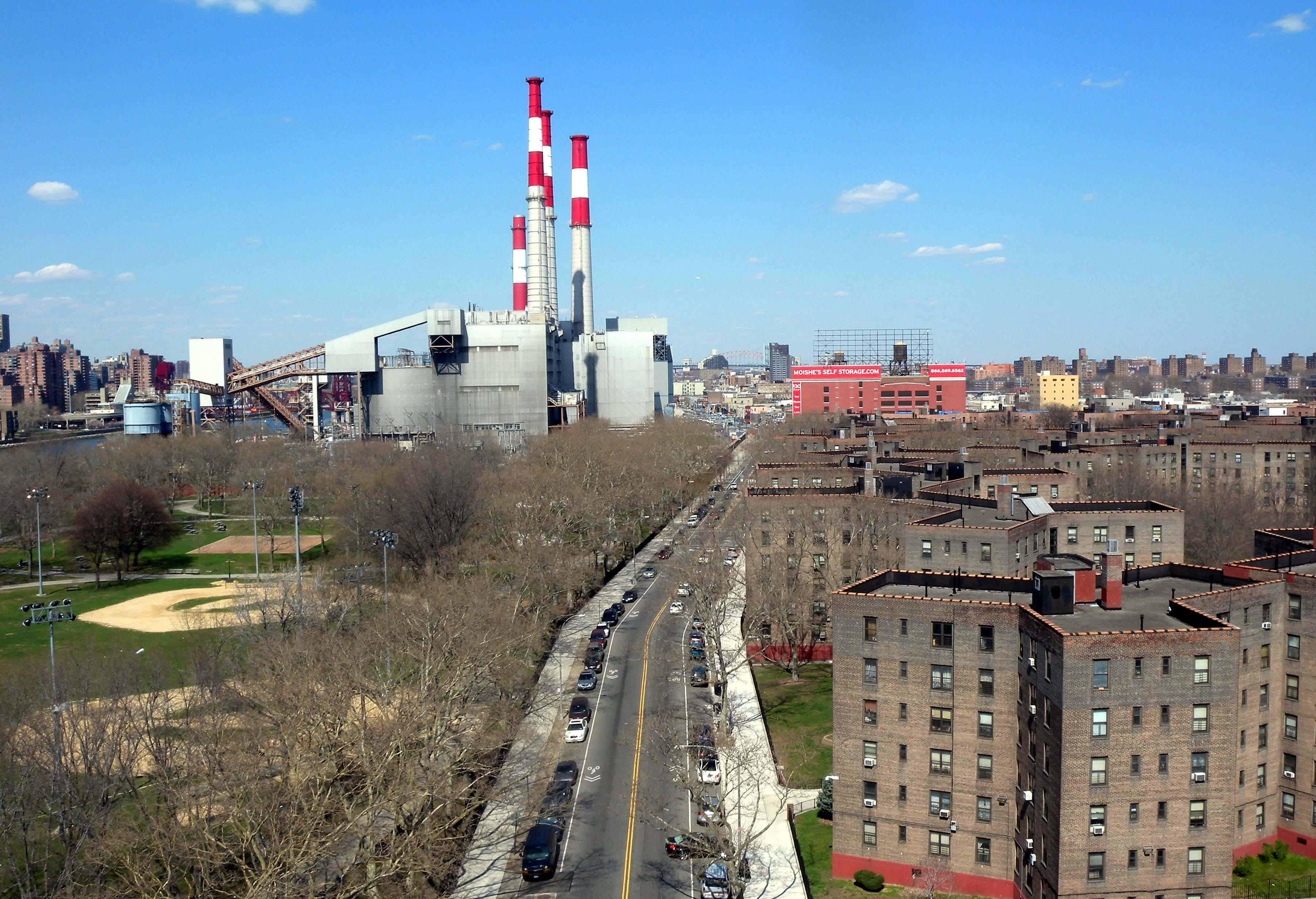
Die Queensbridge Houses im Vordergrund rechts, links der Queensbridge Park und hinten das Kraftwerk Ravenswood

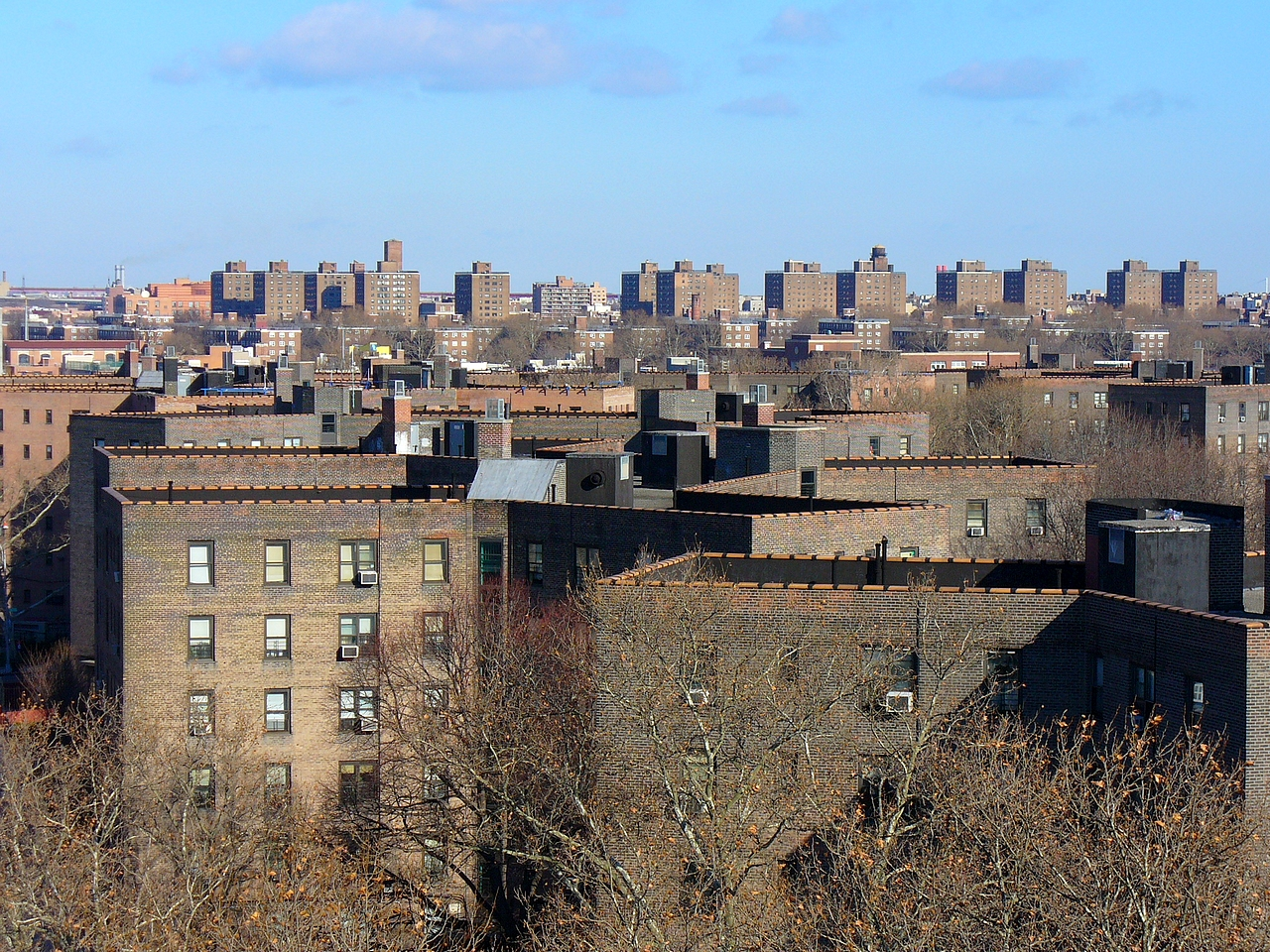
Blick über das Queensbridge Project (Vordergrund)

Queensbridge Houses, auch kurz Queensbridge (QB) genannt, ist eine Sozialwohnungssiedlung im Stadtteil Long Island City im Stadtbezirk Queens in New York City. Laut US Census 2020 leben im Viertel 7242 Menschen auf 21 Hektar (0,21 km²). Queensbridge ist Teil des Queens Community Districts 1 und hat die Postleitzahl 11101. Das Viertel gilt als sozialer Brennpunkt und hat eine der höchsten Kriminalitätsraten der Stadt. Sie zählt zu den größten Public Housing Projects Nordamerikas.

## Lage
Queensbridge liegt im Norden von Long Island City auf der Insel Long Island im New Yorker Stadtbezirk Queens zwischen dem Vernon Boulevard und der 21. Street. Der Name ist von der Queensboro Bridge hergeleitet, die sich südlich von Queensbridge befindet. Nördlich liegt das Kraftwerk Ravenswood und westlich direkt am East River der „Queensbridge Park“. An der Kreuzung 21. Street/41. Avenue befindet sich die Station 21st Street–Queensbridge der New York City Subway, die mit der U-Bahnlinie F der IND 63rd Street Line bedient wird (Jamaica, Queens – Manhattan – Coney Island, Brooklyn).

## Beschreibung
Queensbridge Houses wurde 1939 als öffentliche Wohnungsbaumaßnahme errichtet und wird von der New York City Housing Authority (NYCHA) verwaltet. Das Viertel ist in zwei Komplexe eingeteilt, die North Houses an der 40. Avenue und die South Houses an der 41. Avenue. Es gliedert sich in sechs Blocks mit insgesamt 96 Gebäuden, in denen sich 3.142 Wohneinheiten befinden.

## Musik
Aus Queensbridge stammen einige erfolgreiche Hip-Hop-Künstler. Mitte der 1980er Jahre wurden Rap-Battle zwischen QB und der Bronx ausgetragen, in dem beide Seiten für sich beanspruchten Geburtsort der Hip-Hop-Bewegung zu sein.
KRS-One vertrat die Bronx und disste MC Shan und ganz Queensbridge mit The Bridge Is Over.
Rapper aus Queensbridge sind Nas, MC Shan, Onyx, Large Professor, Marley Marl, Roxanne Shanté, The Bravehearts, Kiing Shooter,  Mobb Deep, Infamous Mobb, Cormega, Capone-N-Noreaga (Capone kommt aus Queensbridge), Nature, Tragedy Khadafi, Big Noyd und Craig G.
Weitere Personen aus Queensbridge sind Ron Artest (Basketballspieler) und Chamique Holdsclaw (Basketballspielerin) – spielt für das WNBA-Team Los Angeles Sparks. Auch die bedeutende Filmemacherin Julie Dash wuchs hier auf.